# 馬季爾卡河 (德涅斯特河支流)
馬季爾卡河（烏克蘭語：Матірка），是烏克蘭的河流，位於該國西部，屬於德涅斯特河的左支流，發源自赫梅利尼茨基州，河口處在馬齊奧爾西克南部，河道全長18公里，流域面積81平方公里。